# 설천초등학교 덕신분교
설천초등학교 덕신분교는 대한민국 경상남도 남해군 설천면 남해대로 4110-9 (덕신리)에 있었던 공립 초등학교이다.

## 연혁
- 1936년 4월 30일 설천공립보통학교 부설 덕신간이학교 개교
- 1943년 3월 31일 덕신공립국민학교 승격
- 1991년 11월 20일 시범유치원 운영
- 1996년 3월 1일 덕신초등학교로 교명 개칭
- 1999년 9월 1일 설천초등학교 덕신분교장으로 개편
- 2011년 3월 1일 폐교